# Crockerella crystallina
Crockerella crystallina är en snäckart som först beskrevs av William More Gabb 1865.  Crockerella crystallina ingår i släktet Crockerella och familjen kägelsnäckor. Inga underarter finns listade i Catalogue of Life.